# エーレスンド海峡通行税

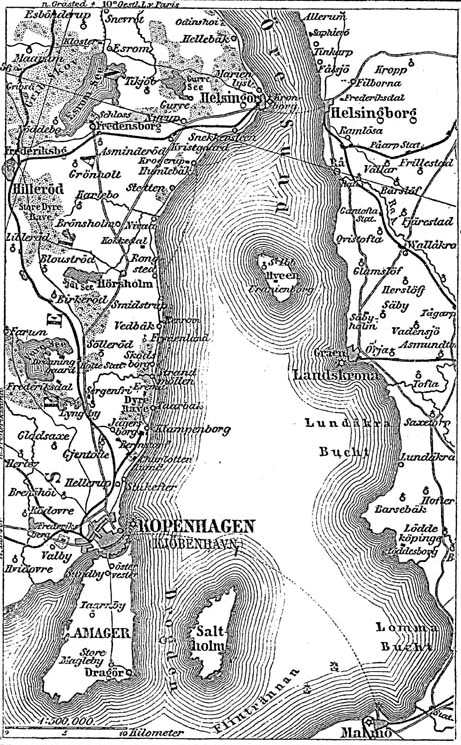
1888年の海図。西側がデンマークの海岸線、東側がスウェーデンの海岸線。

エーレスンド海峡通行税 (英: Sound Dues または Sound Toll、 丁: Øresundstolden) は、デンマークがエーレスンド海峡を通航する他国船舶に課していた通行税で、16世紀から17世紀にはデンマークの歳入の実に三分の二を占めていた。1429年にエーリク7世が導入したもので、1857年のコペンハーゲン条約まで有効であった。なお、1660年から1712年まではスウェーデン船は免除特権が与えられていたが、1720年7月3日のフレデリクスボー条約で免除特権の返上が約された。 

## 概要
エーレスンド海峡を通航するすべての他国船舶は、デンマーク着か発かにかかわらず、ヘルシンゲルに停泊してデンマーク王室に通行料を支払うことが義務付けられた。停泊を拒否した船舶は、ヘルシンゲルおよびヘルシンボリから砲撃して撃沈されることになっていた。1567年に税額が積載する貨物の価格の1-2％に改められ、デンマークの税収は3倍になった。船長が貨物の価格を過少申告して課税逃れすることを防ぐため、デンマークは目録に記載された価格で貨物を購入する権利を留保する、という実効性の高い対策が採られていた。 
他の航路を利用して税逃れをすることを防ぐため、大ベルト海峡と小ベルト海峡でも通行税が徴収されていた。他国船舶に対してエーレスンド海峡以外の通航が禁じられることもあり、違反した船舶は接収されたり沈められたりした。 
この通行税は何世紀にもわたってデンマーク王室にとって最重要の収入源で、この収入のおかげでデンマーク王室は枢密院と貴族の干渉をある程度防ぐことができた。しかし、バルト海、特にスウェーデンとの間で貿易を行う国々にとっては重荷でしかなかった。 スウェーデンはデンマークとカルマル同盟を結成していたため、通行税が免除されていた。 しかし、1613年のカルマル戦争とクネレド条約により、デンマークはスウェーデンのバルト海領土からの貨物と、スウェーデンの貨物を運んでいる非スウェーデン船に通行税を課すようになった。通行税に関する対立は、1643年のトルステンソン戦争の引き金となった。 
1658年、デンマークは北方戦争で敗北し、エーレスンド海峡東岸のスコーネ地方、 ハッランド地方、ブレーキンゲ地方、ブーヒュースレーン地方およびヴェン島をスウェーデンに割譲させられた。このため、それまで通りに徴税することはできなくなったものの、通行税の課税権は維持することができた。 1660年5月27日のコペンハーゲン条約により、スウェーデンは通行税の免除特権を得た。その後、大北方戦争と1720年のフレデリクスボー条約により、エーレスンド海峡東岸はスウェーデン領であったにもかかわらず通行税の免除特権は返上された。

## コペンハーゲン条約
1857年3月14日のコペンハーゲン条約で通行税は廃止され、デンマーク海峡はすべての軍艦および商船に対して無税の国際水路とされた。廃止の補償として、デンマークは条約締結国から3,350万デンマーク・リクスダラーの一時金を得た 。一時金のうち、イギリスとロシアがそれぞれ約3分の1を支払った。 同年、米国との間で同様の条約が結ばれ、アメリカ船は393,000ドルを1回支払えば無期限の自由通航権が与えられるものとされた。 

## 関連書籍
- （デンマーク語） Degn, Ole. Tolden i Sundet: Toldopkrævning, politik og skibsfart i Øresund 1429-1857. København: Told- og Skattehistorisk Selskab, 2010. ISBN 978-87-87796-37-8.